# Tweehonderdduizend plus één
Tweehonderdduizend plus één is een hoorspel naar het toneelstuk Duecentomila e uno (1966) van Salvato Cappelli. De KRO zond het uit in het programma Dinsdagavondtheater op dinsdag 6 februari 1968. De vertaling was van Paul Vroom en de bewerking van Jan Starink. De regisseur was Léon Povel. Het hoorspel duurde 43 minuten.

## Rolbezetting
- Tom van Beek (majoor Nicholas Dafour)
- Henny Orri (Gloria Wilton)
- Paul van der Lek (Jeff Bricks)
- Harry Bronk (Burket)
- Eva Janssen (Mary Burket)
- Dick Scheffer (Daimond)
- Jan Borkus (generaal Greene)
- Mieke Verstraete (Alice Daimond)
- Bert Dijkstra & Peter Aryans (twee rechters)
- Broes Hartman (een luidsprekerstem)
- Paul van Gorcum (een tweede luidsprekerstem & een politieagent)

## Inhoud
Het thema van dit "pièce à thèse" is de persoonlijke verantwoordelijkheid. De dramatische situatie is die van een oorlogsvlieger, die in opdracht van zijn superieuren een atoombom heeft afgeworpen, waardoor 200.000 mensen zijn omgekomen. Het stuk heeft, zoals andere moderne "gewetensonderzoeken", de documentaire vorm van een rechtszitting. Een militair tribunaal doet navorsingen naar de niet geheel duidelijke moord op een zekere generaal Henry Greene, het type van de "gewetenloze" militair die blindelings bevelen uitvoert zonder zich te bekommeren om de morele implicaties ervan. Bij de moord zijn betrokken: de vlieger Nicholas Dafour, die door de catastrofale gevolgen van het door hem uitgevoerde bombardement in een ernstige psychische depressie is geraakt, en zijn geliefde Gloria Wilton, een rodekruisverpleegster…